# Тутова (комуна)
Тутова (рум. Tutova) — комуна у повіті Васлуй в Румунії. До складу комуни входять такі села (дані про населення за 2002 рік):
- Бедяна (1318 осіб)
- Візурень (212 осіб)
- Корою (195 осіб)
- Крівешть (560 осіб)
- Тутова (1377 осіб)
- Чортолом (204 особи)

Комуна розташована на відстані 219 км на північний схід від Бухареста, 59 км на південь від Васлуя, 115 км на південь від Ясс, 85 км на північний захід від Галаца.

## Населення
За даними перепису населення 2002 року у комуні проживала 5661 особа, усі — румуни. Усі жителі комуни рідною мовою назвали румунську.
Склад населення комуни за віросповіданням:
| Релігія      | Кількість осіб | Відсоток |
| ------------ | -------------- | -------- |
| православні  | 5633           | 99,5%    |
| старообрядці | 2              | < 0,1%   |
| реформати    | 1              | < 0,1%   |
| баптисти     | 1              | < 0,1%   |
| бретрени     | 1              | < 0,1%   |